# Саутерн-Индиан-Лейк
Са́утерн-И́ндиан-Лейк (англ. Southern Indian Lake — «южное индейское озеро») — озеро в провинции Манитоба в Канаде. Расположено на севере провинции. Одно из больших озёр Канады — площадь водной поверхности 2015 км², общая площадь — 2247 км², четвёртое по величине озеро в провинции Манитоба. Высота над уровнем моря 254 метра, колебания уровня озера до 0,9 метра. Объём воды — 23,4 км³. Ледостав с октября по июнь. Вместе с со своим восточным соседом, меньшим по размеру озером Нортерн-Индиан-Лейк, Саутерн-Индиан-Лейк, грубо говоря, является расширением реки Черчилл, которая течёт в северо-восточном направлении и впадает в Гудзонов залив. Озеро имеет изменчивую береговую линию, длинные полуострова, глубокие бухты и усеяно мелкими островками.
Впервые озеро появилось на карте Питера Фидлера 1814 года и скорее всего названо в честь «южных индейцев» кри, сами индейцы называют его «missi sakahigan», что означает «большое озеро». В XIX веке озеро Саутерн-Индиан-Лейк было важным транспортным коридором для торговцев мехом, поэтому Компания Гудзонова залива основала факторию Саут-Индиан-Лейк на южном берегу озера. Для переброски части вод реки Черчилл в реку Нельсон в 1975 году северный конец озера был запружен плотиной. Уровень воды в озере поднялся на 3 метра, что вызвало размыв берегов и увеличение мутности воды. Этот фактор плюс ртутное загрязнение уничтожили коммерческое рыболовства озера. Специализация в любительском рыболовстве — судак, северная щука, озёрный сиг и озёрная форель.